# Puțul lui Warren

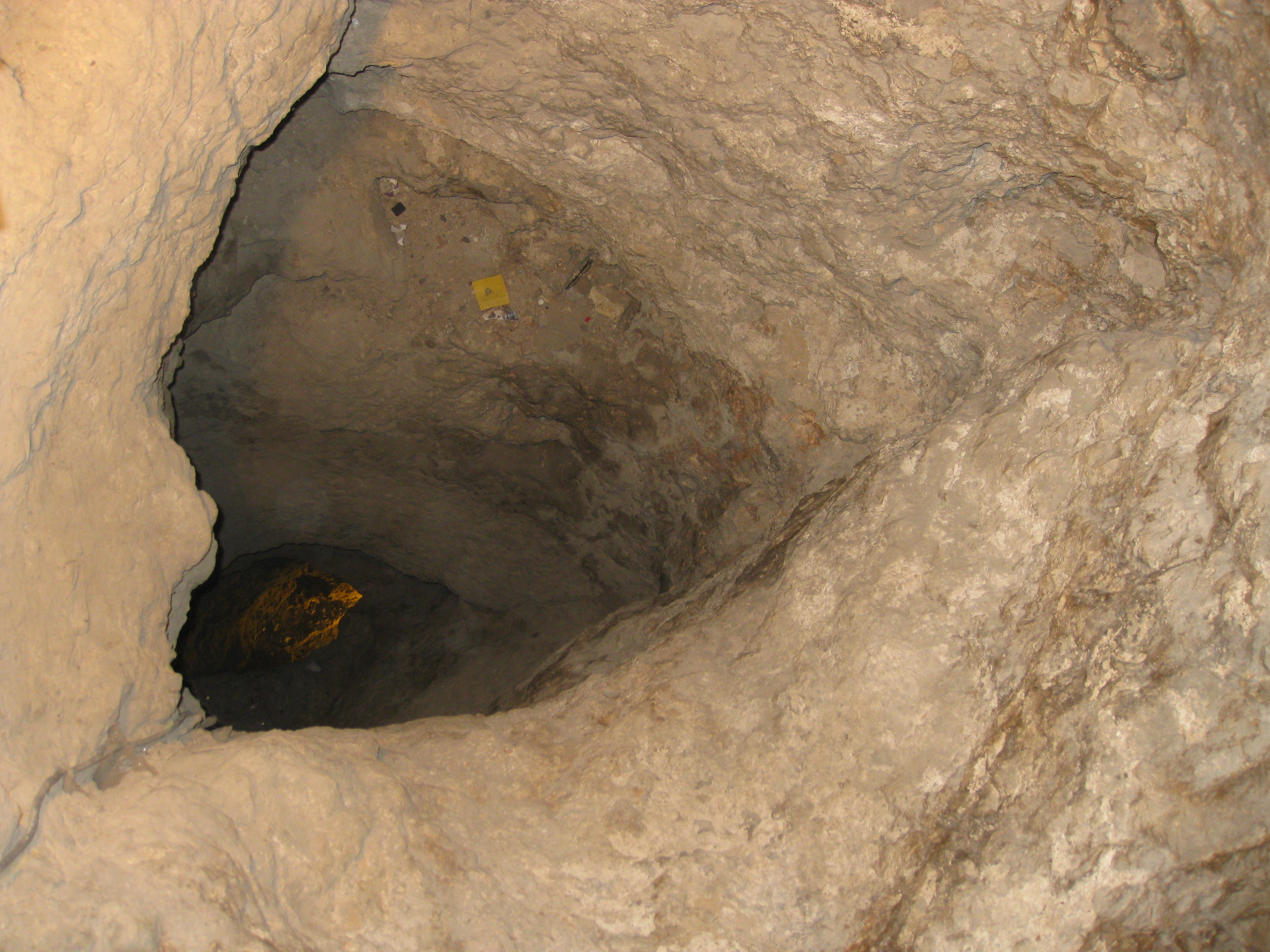
Puţul lui Warren.

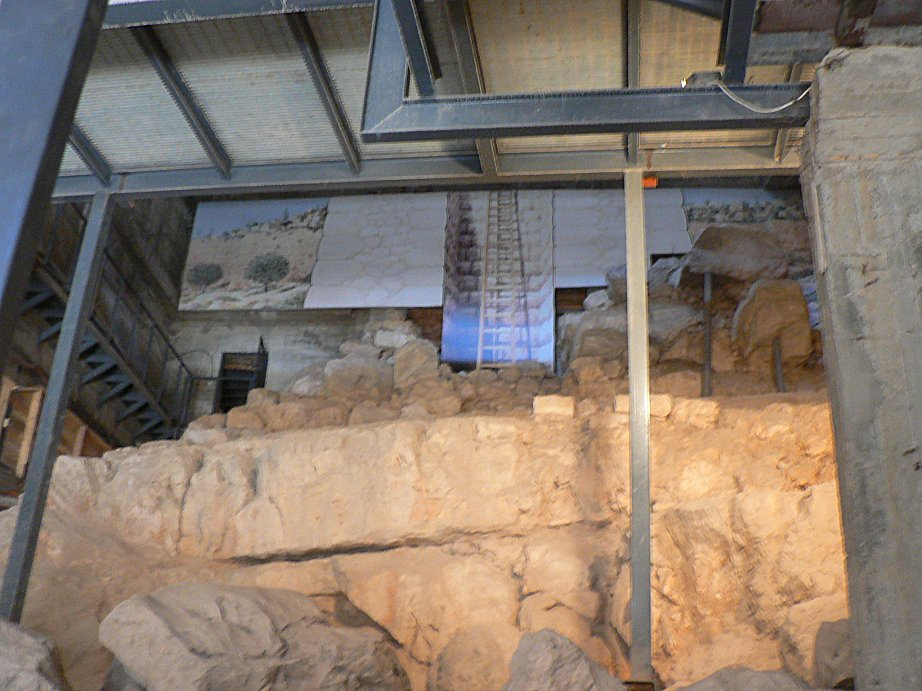
Puţul lui Warren.

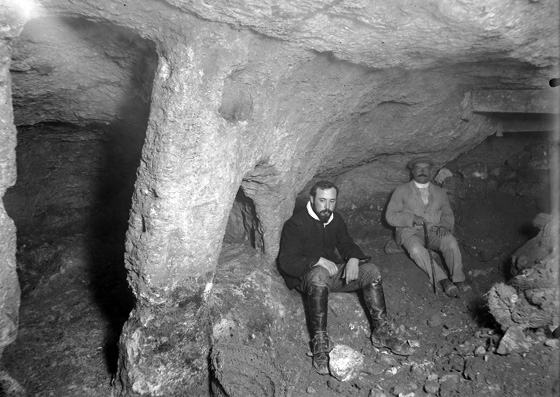
Valter Juvelius (stânga) în jurul anilor 1909-1911 în Tunel Siloam.

Puțul lui Warren din franceză, Puțul lui Warren din italiană este un canal vertical lângă Izvorul Ghihon, principala sursă de apă din epoca bronzului și a fierului din Ierusalim, descoperit în 1867 de inginerul britanic și arheolog, domnul Charles Warren (1840–1927). Termenul este utilizat în prezent fie într-un sens mai restrâns, fie într-un sens mai larg:
- În sensul mai restrâns, inițial, Puțul lui Warren este arborele natural aproape vertical care duce până la un bazin alimentat de Izvorul Ghihon.
- În sens mai larg, deoarece Sistemul de canale ale lui Warren, este sistemul de apă din epoca bronzului care permite accesul protejat de oraș la Izvorul Ghihon.

După descoperirea din secolul al 19-lea a arborelui natural vertical, se credea că a fost piesa centrală a sistemului de alimentare cu apă timpurie a orașului, deoarece ar fi permis ocupanților orașului să ajungă în siguranță la apă dulce în vremuri de asediu. Acest punct de vedere este încă susținut de mulți arheologi, deși unii cred că puțul nu a fost niciodată folosit în sistemul de apă și că a fost descoperit întâmplător doar în epoca fierului.
În 2005 arheologii au descoperit un pasaj masiv fortificat conectat la un turn deasupra Izvorului Ghihon. Aceste fortificații par să fi oferit acces securizat la suprafață La Izvor din interiorul zidului orașului din epoca bronzului mijlociu. Modul în care aceste fortificații se referă la arborele și tunelul lui Warren rămâne o chestiune de discuție.

## Descoperire
Descoperirea a fost publicată de Fondul Palestian de Explorare, sub forma unei scrisori de la Charles Warren la 12 decembrie 1867. Scrisoarea s-a încheiat: "descoperirea unui canal până la Fântâna Fecioarei 
Izvorul a aruncat o lumină considerabilă asupra obiectului canalelor tăiate în stâncă din jurul Ierusalimului, dovedindu-le așa cum au presupus unii că ar fi fost pentru a îndepărta gunoiul și sângele din Templu."

## Referință biblică
Vechiul Testament (2 Samuel 5:8:1 Cronicile 11:6) afirmă că regele David Ierusalimul a cucerit de la Iebusiții, după ce Ioab a câștigat acces secret la oraș cu pereți printr-o caracteristică numită în Ebraică tsinnor. Acuratețea acestei povestiri a fost pusă la îndoială de unii istorici. Unii au speculat că tsinnor este Puțul lui Warren. Puțul a fost demonstrat a fi traversabil atunci când Sgt Birtles, un membru al echipei lui Charles Warren, a urcat ceva în canal pe care la numit în limba engleză "shaft" pentru a arăta un tunel lung vertical construit de om. Cu toate acestea, cuvântul ebraic are o varietate de semnificații, astfel încât interpretarea sa ca "puț" rămâne deschisă întrebării. Alții au speculat că tsinnor este pasajul masiv, fortificat aproape Ghihon, construit de Canaaniții ca acces protejat la alimentarea cu apă. Alții au speculat că tsinnor este unul dintre numeroasele tuneluri subterane din jurul Izvorului Ghihon.

## Prezentare generală a sistemului de apă

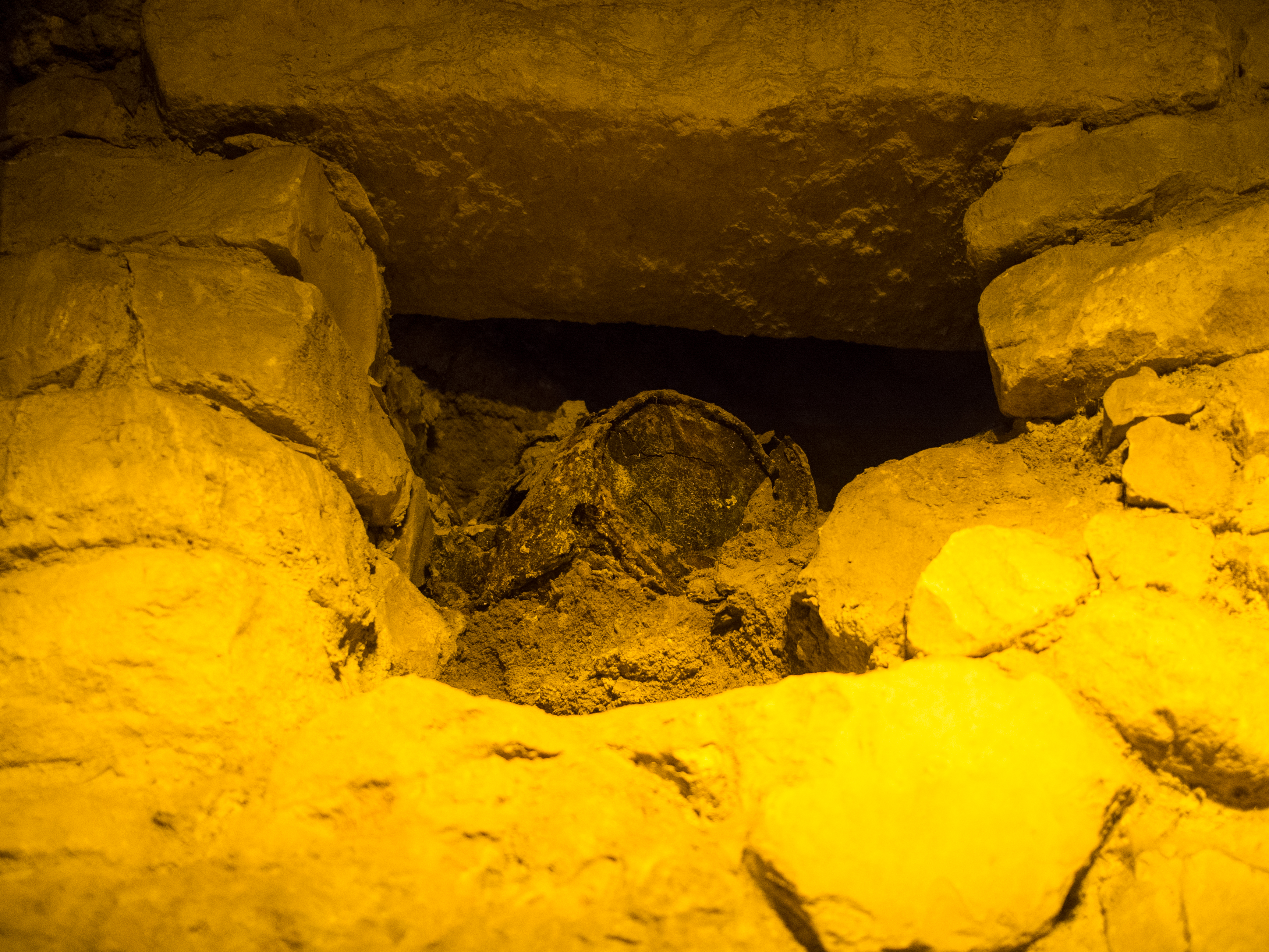
Găleata lui Warren în orașul David dig site

Sensul mai larg al termenului tsinnor (shaft) include patru secțiuni în ordine:
- un tunel în trepte
- un tunel orizontal, dar curbat
- un canal vertical înalt de 13 metri (Puțul lui Warren propriu-zis)
- un tunel de alimentare (tunelul VI)

### Puțul propriu-zis
În general, se crede că arborele înalt de 13 metri este un coș de fum carstic natural. Bazine de apă în jurul bazei arborelui, care se extinde până la pânza freatică. Opinia rămâne împărțită cu privire la faptul dacă arborele ar fi putut fi folosit pentru a ridica apa până la tunel. Opinia este, de asemenea, împărțită cu privire la momentul în care arborele a fost descoperit, cu unele gânduri care s-au întâmplat încă din epoca bronzului mijlociu, și alții cred că sa întâmplat nu mai devreme de secolul al 8-lea î.Hr.
În proiectare, Puțul lui Warren se conectează la un canal subteran sculptat din stâncă, cunoscut sub numele de Tunelul lui Ezechia, probabil sugerând că funcția sa era similară cu cea antică Sistemul Qanat folosit pentru transportul apei subterane prin săparea unei galerii subterane orizontale care transmite apa din acvifere în ventilatoarele aluvionare pre-montane către terenurile agricole cu altitudine mai mică. Dacă da, arborele vertical care leagă puțul a fost proiectat pentru a permite accesul la canal sau puț pentru construcție și întreținere, precum și pentru a permite lumină și ventilație.

### Tunelurile sistemului de apă
Stânca dură de dolomită din jurul bazinului de primăvară Ghihon este acoperită cu faguri naturale carstice fisuri, prin care se percolează apele subterane. În diferite momente, unele dintre aceste fisuri au fost utilizate ca ajutoare în săparea tunelurilor și canalelor pentru a controla fluxul de apă subterană și, în special, cel al izvorului Ghihon. Multe opinii diferite au fost exprimate cu privire la datare, Istoria și funcția acestor tuneluri, deoarece acestea au fost explorate pentru prima dată în secolele 19 și începutul secolului 20.

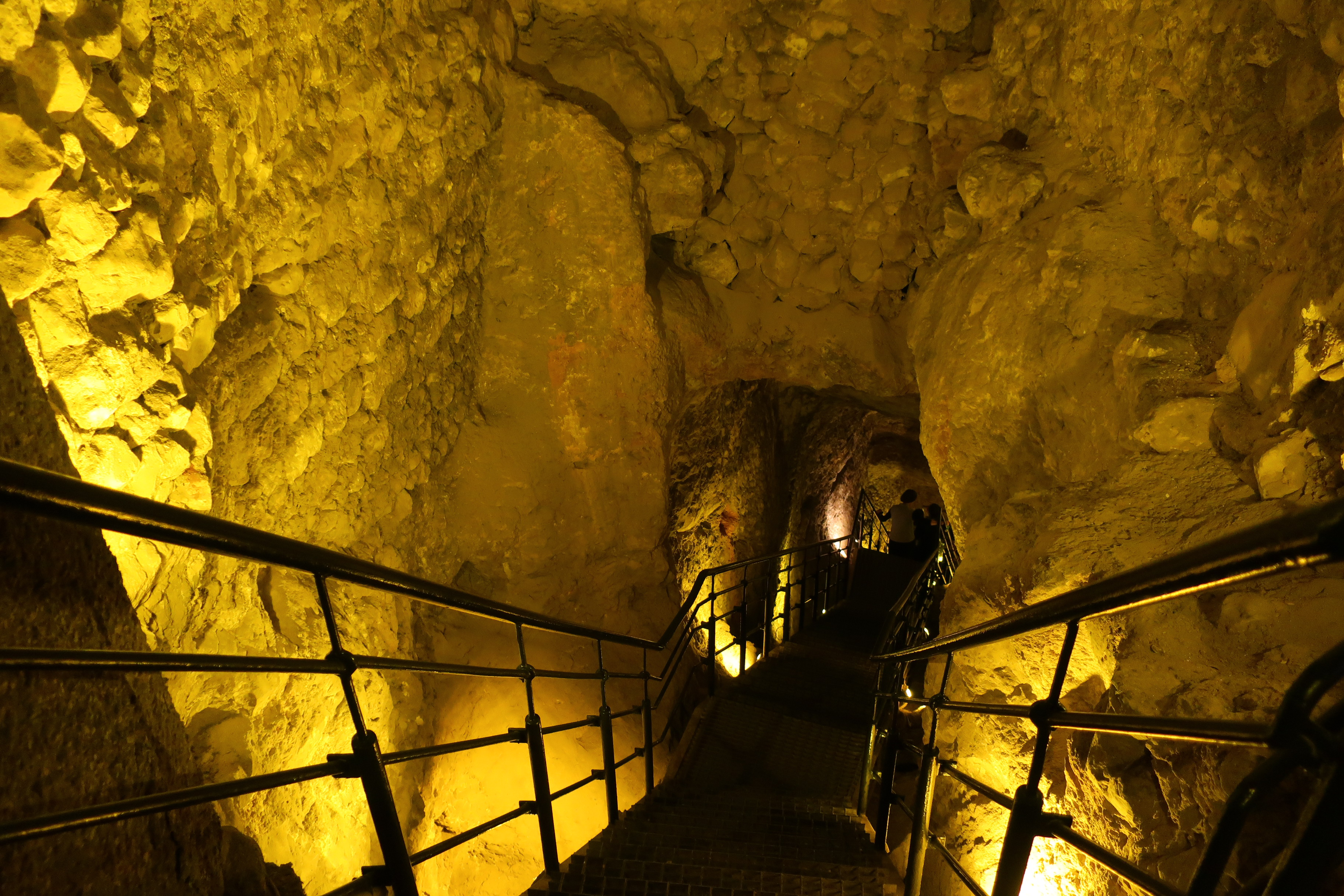
Coborârea modernă de astăzi în arborele lui Warren din orașul lui David

În afară de piscina de primăvară Ghihon în sine, au fost identificate nouă componente principale ale sistemului de apă:
- Canalul I. aceasta începe la piscina Ghihon și se îndreaptă în jos în Valea Kidron.
- Canalul II. Acesta este un canal lung săpat de la suprafață, începând de la piscina Ghihon și îndreptându-se spre sud de-a lungul versantului inferior al orașului David. A fost folosit inițial pentru a uda câmpurile de pe versantul Kidron. Treimea sa sudică este în întregime tăiată în stâncă și se termină la capătul sudic al orașului David, nu departe de piscina Siloam. Canalul II a fost datat în epoca fierului, dar acum a fost datat în siguranță în epoca bronzului mijlociu.
- Camera rotundă și tunelul III. Aceasta este o cameră mare la aproximativ 10 metri sud-vest de izvorul Ghihon, conectată la canalul II printr-un tunel scurt (III). Camera fusese săpată în fundul unui "bazin"mare, tăiat în stâncă. "Bazinul", camera și tunelul au fost abandonate și umplute în secolele 9 sau 8 î.Hr.
- Tunelul IV. Aceasta începe de la camera rotundă și merge spre nord-vest pentru a se alătura tunelului VI.
- Tunelul VI. Aceasta începe la piscina de primăvară Ghihon și merge spre vest, apoi spre nord, pentru a se termina la baza arborelui lui Warren.
- Tunelurile V și VII. Acestea sunt tuneluri laterale scurte (din tunelurile IV și respectiv VI) care au fost abandonate și nu au jucat niciun rol în sistemul de apă.
- Tunelul VIII. Acest tunel lung-cunoscut și sub numele de Tunel Siloam sau Tunelul lui Ezechia- începe la capătul vestic al tunelului VI, lângă baza arborelui lui Warren, și se îndreaptă spre sud spre bazinul Scăldătoarea Siloam la capătul sudic al Orașul lui David. Tunelul VIII a fost construit ca înlocuitor al canalului de suprafață II și a deviat apele din Ghihon în interiorul orașului zidit. Există general, deși nu universal, acord că tunelul VIII a fost săpat în secolul al 8-lea î.Hr. de către regele Ezechia în fața amenințării asiriene iminente.[8]

### Pasajul fortificat și Turnul de Primăvară
Din aproximativ 1995 până în 2005 Ronny Reich și Eli Shukron au excavat un sistem de fortificații masive deasupra și în sus de la Izvorul Ghihon. Aceste fortificații deși au fost construite în timpul epoca bronzului mijlociu (cca.1800-1700 Î.Hr.) au rămas în stare bună și eventual funcționale până în Epoca de Fer, fiind reparate în diferite momente. Săpăturile recente (din 2013) au descoperit case din secolul al 8-lea î.Hr. construite împotriva unei părți a acestor fortificații.
Fortificațiile constau din două părți: (1) un "pasaj fortificat" și (2) "Turnul de primăvară". "Pasajul fortificat" se extinde la 30 de metri în jos de zidul orașului MBA, unde s-a alăturat odată Turnului de Primăvară. Zidurile sale au o grosime de până la 3 metri și sunt păstrate până la 9 metri înălțime. Turnul masiv de primăvară a fost construit deasupra Izvorului Ghihon. Pasajul și Turnul au permis orășenilor să iasă din oraș și să coboare la izvor în cadrul protecției fortificațiilor. Excavatoarele cred că pasajul fortificat ar fi putut urca odată pe creasta dealului, posibil pentru a se lega de o cetate sau cetate acolo.

### Structuri și zone conectate
- Drumul pelerinilor din Ierusalim, stradă monumentală în trepte care duce spre Muntele Templului
- Puțul de Apă din Ierusalim
- Givati dig parcare, un sit de excavare adiacent și conex